# Conciertos de Brandeburgo

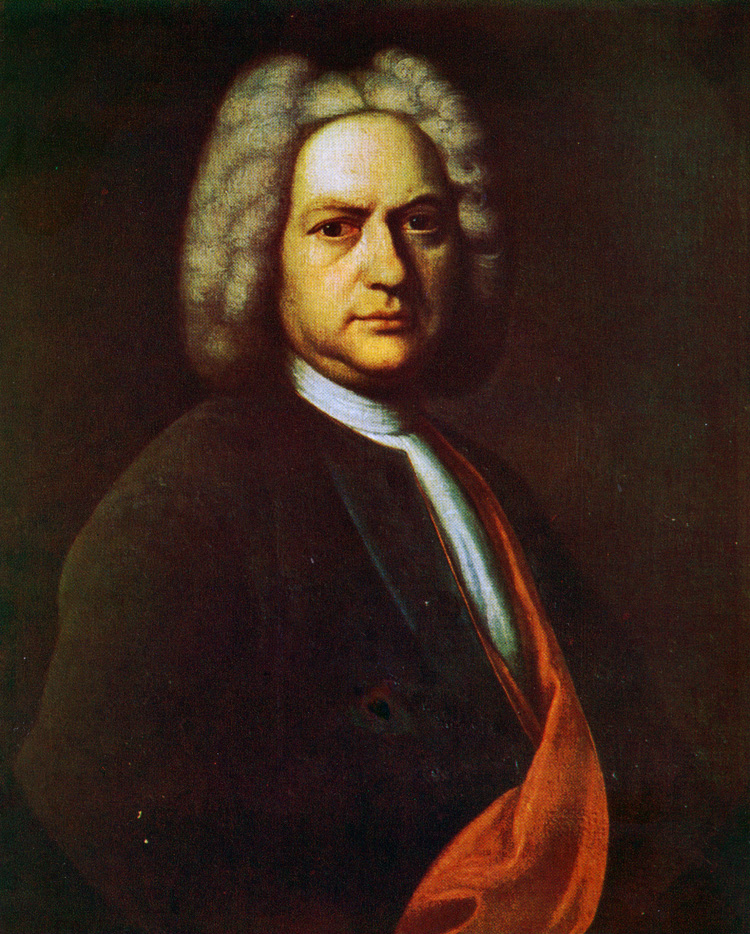
Bach hacia 1720.

Los Conciertos de Brandeburgo o Conciertos brandeburgueses, BWV 1046-1051 (título original: Six Concerts à plusieurs instruments) son una colección de seis conciertos escritos por Johann Sebastian Bach y presentados en 1721. La partitura está dedicada a Cristián Luis, marqués o Margrave de Brandeburgo-Schwedt

## Historia

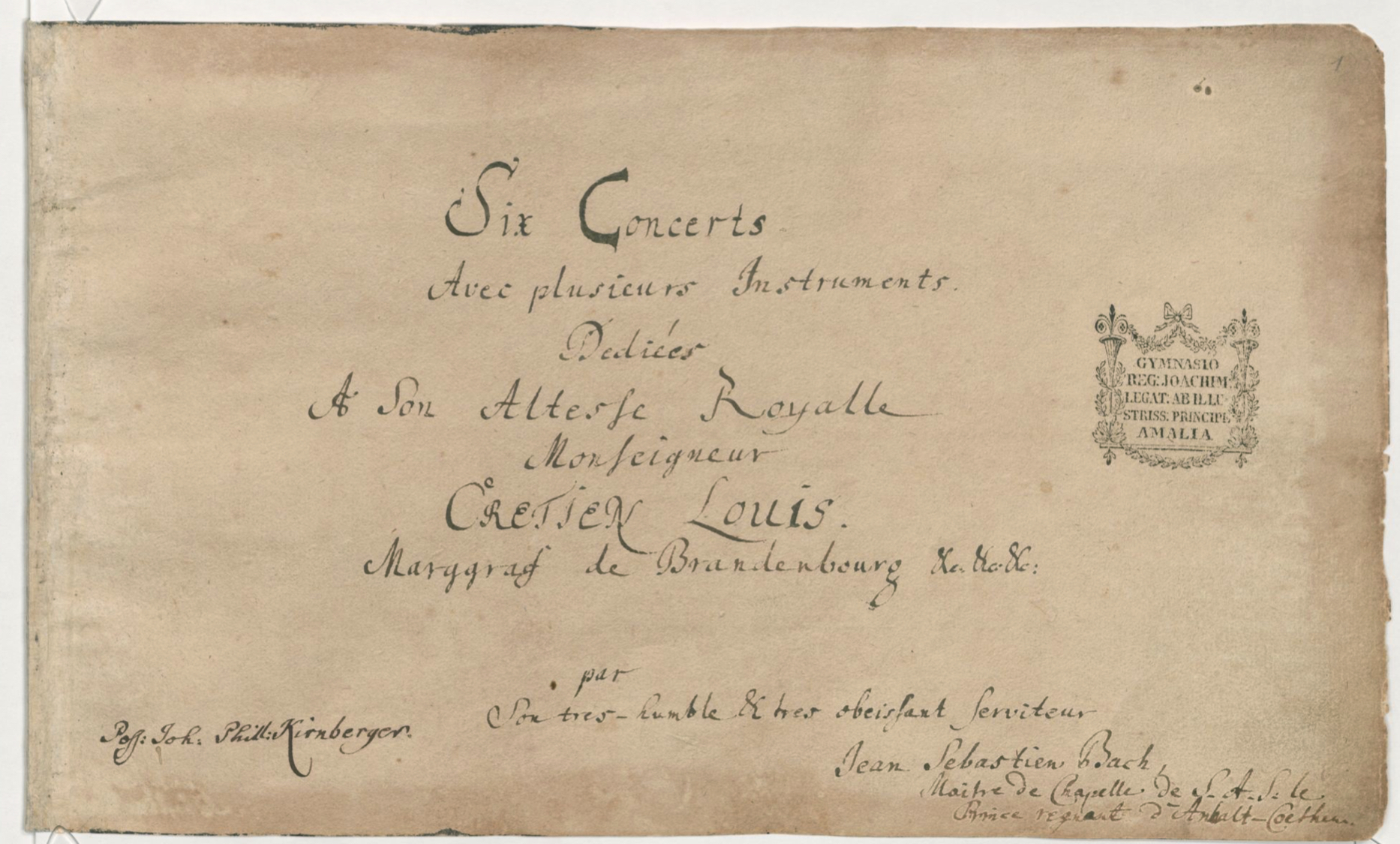
Portada de la partitura autógrafa.

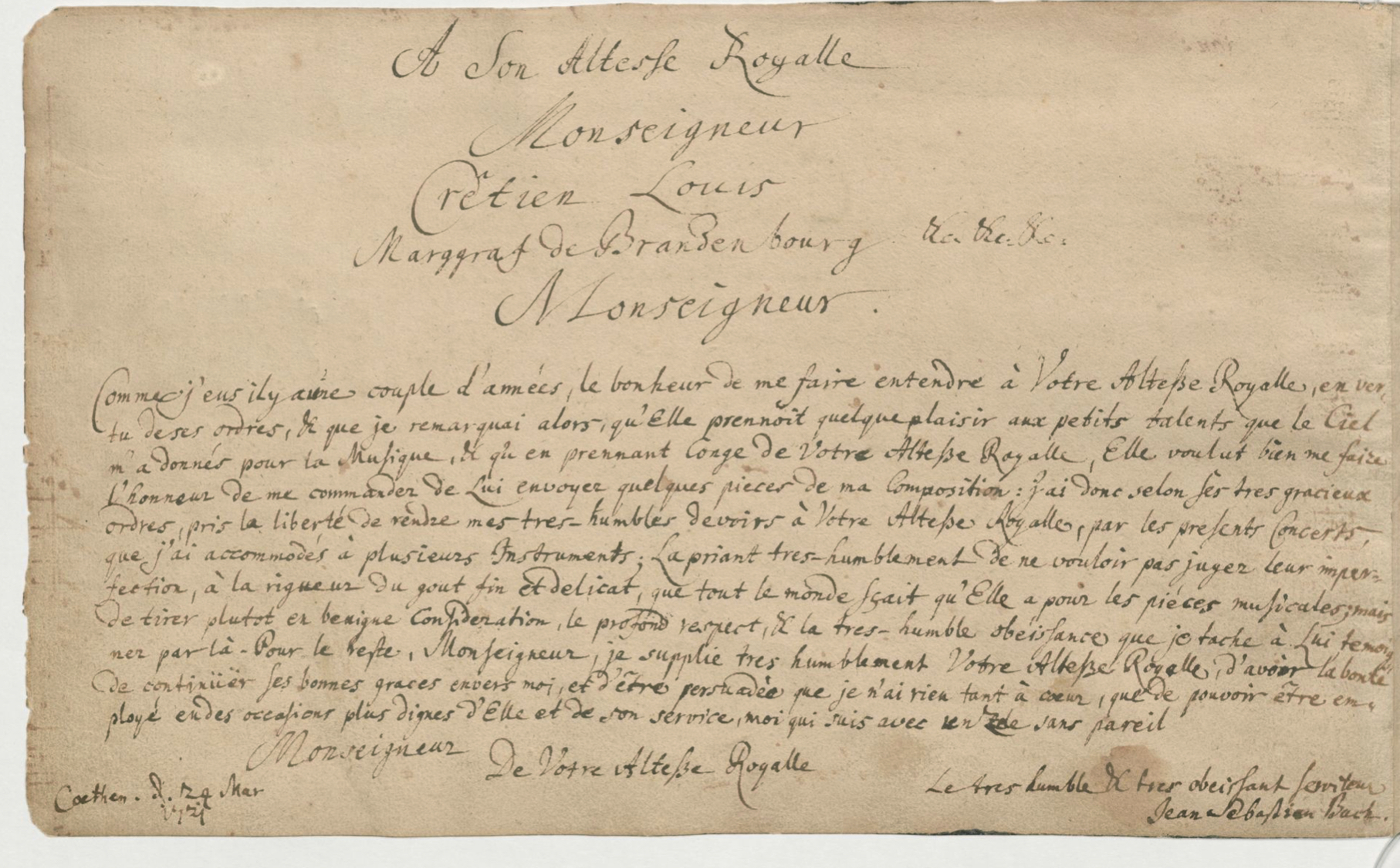
Dedicatoria en francés en la partitura autógrafa.

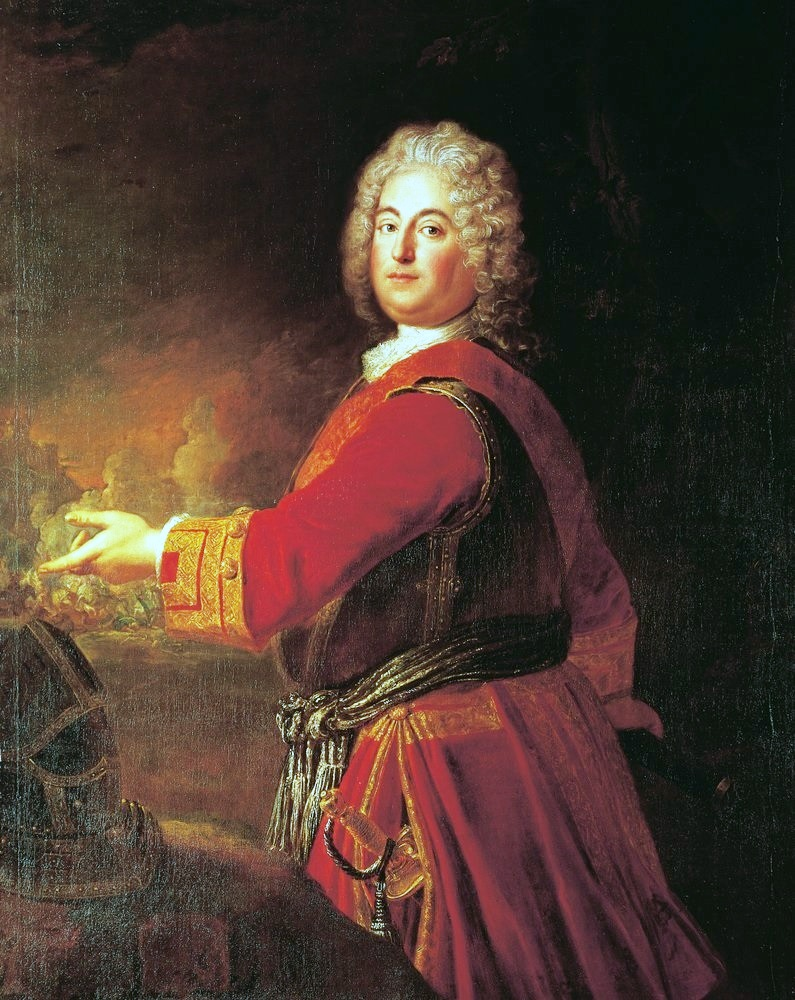
Christian Ludwig, dedicatario de la obra (1710, Antoine Pesne).

### Composición
La composición de esta serie de conciertos se desarrolló probablemente a lo largo de varios años mientras Bach ocupaba el puesto de maestro de capilla en Köthen. Según el musicólogo Malcolm Boyd, el proceso se pudo iniciar en 1713, cuando el compositor trabajaba como organista y músico de cámara para el duque Guillermo Ernesto de Weimar.
La página de dedicatoria de la partitura que Bach escribió para la colección indica que son "Concerts avec plusieurs instruments" (Conciertos con diversos instrumentos). Bach utilizó el "más amplio espectro de instrumentos de orquesta... en combinaciones audaces", como Christoph Wolff ha comentado. "Cada uno de los seis conciertos establece un precedente en la escritura musical, y cada uno iba a permanecer sin parangón." Heinrich Besseler ha señalado que los efectivos totales requeridos (dejando de lado el primer concierto, que fue reescrito para una ocasión especial) coinciden exactamente con los 17 intérpretes que Bach tenía a su disposición en Köthen.
La dedicatoria que figura en la partitura autógrafa de Bach es para Cristián Luis, marqués o Margrave de Brandeburgo-Schwedt, y data del 24 de marzo de 1721. El texto está escrito en francés y dice así:

«Comme j’eus il y a une couple d’années, le bonheur de me faire entendre à Votre Altesse Royalle, en vertu de ses ordres, & que je remarquai alors, qu’Elle prennoit quelque plaisir aux petits talents que le Ciel m’a donnés pour la Musique, & qu’en prennant Conge de Votre Altesse Royalle, Elle voulut bien me faire l’honneur de me commander de Lui envoyer quelques pieces de ma Composition : j’ai donc selon ses tres gracieux ordres, pris la liberté de rendre mes tres-humbles devoirs à Votre Altesse Royalle, par les presents Concerts, que j’ai accommodés à plusieurs Instruments ; La priant tres-humblement de ne vouloir pas juger leur imperfection, à la rigueur du gout fin et delicat, que tout le monde sçait qu’Elle a pour les pièces musicales ; mais de tirer plutot en benigne Consideration, le profond respect, & la tres-humble obeissance que je tache à Lui temoigner par là. Pour le reste, Monseigneur, je supplie tres humblement Votre Altesse Royalle, d’avoir la bonté de continüër ses bonnes graces envers moi, et d’être persuadèe que je n’ai rien tant à cœur, que de pouvoir être employé en des occasions plus dignes d’Elle et de son service, moi qui suis avec un zele sans pareil.»
«Como hace un par de años tuve la suerte de ser escuchado por Vuestra Alteza Real, en virtud de sus órdenes, y noté entonces que se complacía en los pequeños talentos que el Cielo me había dado para la música, y que al despedirme de Vuestra Alteza Real, tuvo la bondad de hacerme el honor de ordenarme que le enviara algunas piezas de mi propia composición: Por lo tanto, de acuerdo con sus amabilísimas órdenes, me he tomado la libertad de rendir mis más humildes deberes a Vuestra Alteza Real mediante los presentes Conciertos, que he adaptado a varios instrumentos; rogándole muy humildemente que no juzgue su imperfección, al rigor del fino y delicado gusto, que todo el mundo sabe que tiene para las piezas musicales, sino más bien que atraiga en benigna consideración el profundo respeto y la más humilde obediencia que intento mostrarle con esto. Por lo demás, Monseigneur, suplico muy humildemente a Vuestra Alteza Real tenga la bondad de continuar sus buenas gracias para conmigo, y se persuada de que nada tengo tan en el corazón como poder emplearme en ocasiones más dignas de Ella y de su servicio, yo que estoy con un celo sin igual.»

Debido a que el rey Federico Guillermo I de Prusia no había sido un mecenas significativo de las artes, Cristián Luis no contaba con músicos en su conjunto de Berlín para interpretar los conciertos. Por tanto, la partitura completa queda sin utilizar en la biblioteca del Margrave hasta su muerte en 1734, cuando fue vendida por 24 groschen de plata. El manuscrito autógrafo de los conciertos no fue descubierto en los archivos de Brandeburgo hasta 1849 por Siegfried Wilhelm Dehn, y los conciertos fueron publicados por primera vez un año más tarde.

### Interpretaciones
En la época actual, estas obras han sido interpretadas por orquestas en las que varios intérpretes ejecutan las partes de cuerda, bajo la batuta de Karl Richter y Herbert von Karajan entre otros. También han sido representadas como música de cámara, con un solo instrumento por cada parte, sobre todo por (pero no limitados a) conjuntos que utilizan instrumentos barrocos y (a veces más, a veces menos) técnicas y prácticas de interpretación historicista. Existe también un arreglo para piano a cuatro manos por el compositor Max Reger.

## Análisis

### Concierto de Brandeburgo n.º 1 en fa mayor, BWV 1046

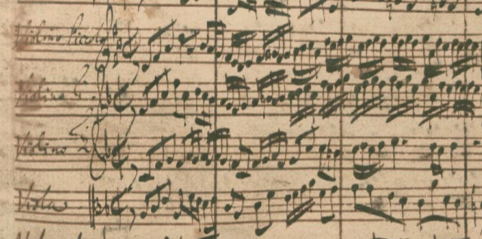
Íncipit manuscrito del Concierto n.º 1.

- Título en la partitura autógrafa: «Concerto 1.mo à 2 Corni di Caccia, 3 Hautb, è Bassono, Violino Piccolo concertato, 2 Violini, una Viola col Basso Continuo.»[8]
- Duración: unos 22 minutos.
- Instrumentación:
  - concertante: 3 oboes, fagot, 2 trompas naturales, violino piccolo. El violín piccolo lleva el peso concertante de la obra.
  - orquesta: 2 violines, viola, violonchelo y bajo continuo.
- Movimientos:
  - I. [sin indicación de tempo] (normalmente interpretado como Allegro o Allegro moderato)
  - II. Adagio (en re menor)
  - III. Allegro
  - IV. Menuet – Trio I – Menuet da capo – Polacca – Menuet da capo – Trio II – Menuet da capo

El primero de la serie de conciertos se halla formalmente entre el concerto grosso y el concierto para solista. Es el único que consta de cuatro movimientos. Los tres primeros siguen la estructura tradicional italiana (Allegro-Adagio-Allegro). El cuarto es un extenso Menuetto de inspiración francesa, con tres tríos (una sección intermedia que contrasta en cuanto a carácter y orquestación, confiada a un pequeño grupo de instrumentos), el segundo de los cuales es una polonesa o polacca. Es precisamente este movimiento el más sorprendente y original de la partitura, todo un dechado de invención instrumental, por ejemplo, en el último trío, en el que parecen resonar en las trompas los ecos de una cacería.
Una versión previa (Sinfonía, BWV 1046a), que no utiliza el violín piccolo, fue empleada como introducción de la cantata Was mir behagt, ist nur die muntre Jagd, BWV 208. Esta versión carece de tercer movimiento y la polacca del movimiento final, quedando de la siguiente manera: Menuet – Trio I – Menuet – Trio II – Menuet. El primer movimiento también aparece como la sinfonía de la cantata Falsche Welt, dir trau ich nicht, BWV 52. El tercer movimiento sirvió como coro de entrada de la cantata Vereinigte Zwietracht der wechselnden Saiten, BWV 207.

### Concierto de Brandeburgo n.º 2 en fa mayor, BWV 1047
- Título en la partitura autógrafa: «Concerto 2.º à 1 Tromba, 1 Flauto, 1 Hautbois, 1 Violino, concertati, è 2 Violini, 1 Viola è Violone in Ripieno col Violoncello è Basso per il Cembalo.»[10]
- Duración: unos 13 minutos.
- Instrumentación:
  - Concertino: trompeta natural en fa, flauta de pico, oboe, violín
  - Ripieno: 2 violines, viola, violonchelo y bajo continuo (incluyendo clavecín)
- Movimientos:
  - I. [sin indicación de tempo] (normalmente interpretado como Allegro o Allegro moderato)
  - II. Andante (en re menor)
  - III. Allegro assai

En el primer movimiento, la parte de trompeta, de gran virtuosismo, se sigue considerando una de las más difíciles de todo el repertorio. Casi con toda seguridad fue escrita originalmente para Johann Ludwig Schreiber, que era el trompetista y especialista en clarino de la corte de Köthen. Una vez que las habilidades de clarino se perdieron en el siglo XVIII y antes de que surgiera el movimiento de interpretación historicista a finales del siglo XX, esta parte se solía interpretar con la trompeta de pistones.
La trompeta no aparece en el segundo movimiento debido a que la construcción de la trompeta natural solamente le permite tocar en una tonalidad y a que los conciertos a menudo se mueven a un tono diferente en el segundo movimiento. Así pues, los concerti escritos antes de que se generalizase el uso de la trompeta de pistones, que incluían una trompeta en su primer movimiento y la excluirían en el segundo.
El Andante es una pieza de música de cámara escrita para los otros tres instrumentos solistas (flauta, oboe, violín) y bajo continuo. La estructura temática se basa en un motivo de dos compases interpretado por el violín en la introducción y el contrapunto que origina la repetición del mismo por el oboe, así como diferentes combinaciones de estos motivos repartidas entre los solistas y el bajo continuo.
El Allegro assai suele describirse como una amalgama entre fuga y ritornello en el estilo propio del compositor. El movimiento pertenece principalmente a la trompeta, que presenta el tema principal o sujeto de la fuga. Contrariamente al uso, los episodios fugados están confiados a los cuatro solistas.
El primer movimiento de este concierto fue elegido como la primera pista para el disco de oro de las Voyager, un disco fonográfico que contiene una amplia muestra de los sonidos comunes, idiomas y música de la Tierra enviados al espacio exterior con las dos sondas Voyager.

### Concierto de Brandeburgo n.º 3 en sol mayor, BWV 1048
- Título en la partitura autógrafa: «Concerto 3zo a tre Violini, tre Viole è tre Violoncelli col Basso per il Cembalo.»[14]
- Duración: unos 12 minutos
- Instrumentación: 3 violines, 3 violas, 3 violonchelos y bajo continuo (incluyendo clavecín)
- Movimientos:
  - I. [sin indicación de tempo] (normalmente interpretado como Allegro o Allegro moderato)
  - II. Adagio
  - III. Allegro

El tercer concierto es quizá el más popular de toda la serie. Esta obra, escrita originalmente para 4 violines, 3 violas y 3 violonchelos, fue arreglada para solo 3 violines, 3 violas, 3 violonchelos (más bajo continuo). La influencia italiana del segundo concierto se mantiene en el tercero, aunque con un cambio importante en el dispositivo orquestal, pues Bach prescinde en esta ocasión de los instrumentos de viento para dar todo el protagonismo a las cuerdas. Todo se construye a partir de unas células rítmicas mínimas que constituyen la base de los distintos temas melódicos, trabajados contrapuntísticamente, con los dos distintos grupos de instrumentos ora separándose, ora oponiéndose, ora uniéndose en un tutti.
El Adagio únicamente consta de dos acordes, uno inicial y otro final, que forman una semicadencia frigia. Es probable que estos acordes estuvieran destinados a rodear o aparecer al final de una cadenza en la que Bach dejaba este espacio libre a la improvisación del intérprete, en especial del primer violín o del clavecinista encargado del bajo continuo. Los enfoques modernos de interpretación van desde tocar simplemente la cadencia con una ornamentación mínima (tratándolo como una especie de "punto y coma musical"), a improvisar cadenzas que varían en duración desde menos de un minuto a más de dos. Otra opción es la inserción de movimientos de otras obras, como el tercer movimiento de la Sonata para violín y continuo en sol, BWV 1021 que contiene la cadencia frigia en sus acordes finales.
En el Allegro la danza parece adueñarse de la partitura, casi como si se tratara de un tiempo de suite. Es el único movimiento de concierto de Bach en utilizar una forma binaria de danza en dos secciones, conforme al estilo de la giga. Esta estructura puede encontrarse en movimientos finales de conciertos de Vivaldi, si bien Bach lo reservaba para las suites y, en ocasiones, las sonatas.
El primer movimiento se puede encontrar reelaborado como la sinfonía de la cantata Ich liebe den Höchsten von ganzem Gemüte, BWV 174 con la adición de dos oboes y dos trompas (corni da caccia).

### Concierto de Brandeburgo n.º 4 en sol mayor, BWV 1049
- Título en la partitura autógrafa: «Concerto 4.º à Violino Principale, due Fiauti d'Echo, due Violini, una Viola è Violone in Ripieno, Violoncello è Continuo.»[16]
- Duración: unos 16 minutos
- Instrumentación:
  - Concertino: 2 flautas de pico y violín
  - Ripieno: 2 violines, viola, violonchelo, violone y bajo continuo
- Movimientos:
  - I. Allegro
  - II. Andante (en mi menor)
  - III. Presto

El cuarto concierto es uno de los más luminosos en cuanto a expresión y de los más modernos en cuanto a concepción, pues anuncia claramente el modelo de concierto que florecerá en el estilo galante y más tarde en el clasicismo. La parte de violín es extremadamente virtuosa en los movimientos primero y tercero. En el segundo movimiento, el violín proporciona el bajo cuando el grupo concertino toca sin acompañamiento.
Bach adaptó el cuarto concierto como último de la colección de seis conciertos para clavecín, el Concierto para clavecín, dos flautas de pico y cuerdas en fa mayor, BWV 1057. El clavecín, además de tomar la mayor parte de la parte del violín solista, también toma algunas partes de las flautas de pico en el Andante, asume la función de bajo continuo por momentos y a veces añade una cuarta voz contrapuntística a una textura originalmente tripartita (algo que de vez en cuando Bach hacía improvisando). El concierto para clavecín es, pues, más que una simple transcripción.

### Concierto de Brandeburgo n.º 5 en re mayor, BWV 1050
- Título en la partitura autógrafa: «Concerto 5.º à une Traversiere, une Violino principale, une Violino è una Viola in ripieno, Violoncello, Violone è Cembalo concertato.»[18]
- Duración: unos 21 minutos
- Instrumentación:
  - Concertino: violín, flauta travesera y clavecín
  - Ripieno: violín, viola, violonchelo, violone, (clavecín)
- Movimientos:
  - I. Allegro
  - II. Affettuoso (en si menor)
  - III. Allegro

En este quinto concierto, el clave forma parte tanto del concertino como del ripieno: en los pasajes de concertino la parte es obbligato; en los fragmentos de ripieno cuenta con una parte de bajo cifrado e interpreta el continuo. Bach sorprende al oyente haciendo que el clave, hasta entonces acompañante, alcance un protagonismo inusitado al mismo nivel que el resto de los instrumentos. Este concierto hace uso de un popular conjunto de música de cámara de la época (flauta, violín y clavecín), que Bach utilizó para el movimiento medio. Se cree que fue escrito en 1719 para lucir un nuevo clavecín de Michael Mietke, que Bach había traído de Berlín para la corte de Köthen. Asimismo se cree que Bach lo escribió para una competición en Dresde con el compositor y organista francés Louis Marchand. En el movimiento central Bach emplea uno de los temas de Marchand. Pero Marchand huyó antes de que la competición tuviera lugar, al parecer asustado ante la gran reputación de Bach en virtuosismo e improvisación. El tema del tercer movimiento está tomado de una giga de Buxtehude.
El concierto en toda su extensión se adapta para mostrar las cualidades de un buen clavecín y el virtuosismo de su ejecutante, pero sobre todo en la prolongada cadencia solista al primer movimiento. Parece casi seguro que Bach, considerado un gran virtuoso del órgano y del clavecín, fue el solista de clavecín en el estreno. Los estudiosos han visto en esta obra los orígenes del concierto para teclado en solitario, ya que es el primer ejemplo de un concierto con una parte de teclado solista.
Existe una versión previa, catalogada como BWV 1050a y fechada c. 1720-1721, que cuenta con muchas pequeñas diferencias con respecto a su pariente posterior, pero no hay mayor diferencia en la estructura o la instrumentación.

### Concierto de Brandeburgo n.º 6 en si bemol mayor, BWV 1051
- Título en la partitura autógrafa: «Concerto 6.º à due Viole da Braccio, due Viole da Gamba, Violoncello, Violone e Cembalo.»[20]
- Duración: unos 17 minutos
- Instrumentación: 2 violas da braccio, 2 violas de gamba, violonchelo, violone y clavecín
- Movimientos:
  - I. [sin indicación de tempo] (normalmente interpretado como Allegro o Allegro moderato)
  - II. Adagio ma non tanto (en mi bemol mayor)
  - III. Allegro

El sexto concierto presenta una instrumentación inusual sin violines, que podría parecer arcaica. Bach explora aquí las sonoridades graves, confiando la parte solista a violas da braccio y violonchelo y dejando el acompañamiento a las violas de gamba, un instrumento por cuya calidez de timbre (el más cercano a la voz humana) sentía Bach gran predilección. La viola da braccio es la viola convencional y se utiliza aquí para diferenciarla de la viola de gamba. Cuando la obra fue escrita, en 1721, la viola da gamba era ya un anticuado instrumento. Se cree que una parte de la viola da gamba fue asumida por el príncipe Leopoldo de Anhalt-Cöthen. La razón de esto puede apuntar a que Leopoldo deseaba tocar música junto a su maestro de capilla. Otras teorías especulan que, como la viola de gamba era típicamente interpretada por una clase social más baja, tales como los sirvientes, la obra buscaba hacer añicos el statu quo musical otorgando un papel relevante a un instrumento considerado "menor". Esta teoría se basa en el conocimiento que se tiene de que Bach deseaba poner fin a su ocupación al servicio del príncipe Leopoldo. De tal manera que al alterar el equilibrio de los roles musicales, se vería liberado de su servidumbre como Kapellmeister y se le permitiría buscar empleo en otros lugares.
Las dos violas comienzan el primer movimiento con un enérgico tema en estrecho canon, y a medida que el movimiento avanza, los demás instrumentos se extraen poco a poco del flujo aparentemente ininterrumpido de invención melódica que muestra la maestría del compositor en polifonía. Las dos violas de gamba están en silencio en el segundo movimiento, dejando la textura de una sonata a trío para dos violas y continuo. El violonchelo tiene una versión adornada de la línea de bajo continuo. En el último movimiento, el espíritu de la giga subyace a todo, como lo hizo en el finale del quinto concierto.